# Dominik Łoś
Dominik Łoś (ur. 1975) – polski aktor.

## Życiorys
W 1998 roku ukończył studia w Akademii Teatralnej w Warszawie.

## Filmografia
- 1988–1990: W labiryncie – Staszek, kolega Piotrka Racewicza
- 1989: Janka (serial)
- 1989: Rififi po sześćdziesiątce – młody Adam Dyląg
- 1990: Janka
- 1991: Przeklęta Ameryka
- 1991: Szwedzi w Warszawie – Kazik
- 1992: Pierścionek z orłem w koronie – powstaniec rozjechany przez czołg
- 1992: Żegnaj, Rockefeller – Michał „Miś” Malinowski, brat „Bączka”
- 1993: Goodbye Rockefeller – Michał „Miś” Malinowski, brat „Bączka”
- 1997: Sposób na Alcybiadesa – Kicki
- 1998: Amok – Karol
- 1998: Spona – Kicki
- 2001:  Na dobre i na złe – Darek, chłopak Natalii (odc. 54)
- 2006–2008: Kryminalni – komisarz Miłosz Kozakiewicz „Kozak” (odc. 59, 60 i 89)
- 2008: Doręczyciel – chłopak zbierający na piwo (odc. 4)
- 2010: Ludzie Chudego – gwiazdor kina porno (odc. 9 i 10)

## Polski dubbing
- 1987–1990: Kacze opowieści – Bobas, jeden z Braci Be
- 1993: Yabba Dabba Do!
- 1999: SpongeBob Kanciastoporty – Bąblodziób
- 2001–2002: Cubix
- 2002: Mistrzowie kaijudo – Kintaro
- 2004: Nascar 3D – pasażer Ryan, Matt Borland, Kenny Wallace, Tony Stewart, Timer Com
- 2004–2006: Liga Sprawiedliwych bez granic – Rex Stewart/Waleczny Sokół (odc. 12 i 13), Złodziej Cień (odc. 28)